# سندهي شاوهان
سندهي شاوهان (بالإنجليزية: Sunidhi Chauhan، وبالهندية: सुनिधि चौहान) هي مغنية أفلام هنديَّة من مواليد دلهي. بدأت شاوهان الغناء في الاجتماعات المحليَّة وهي في الرابعة من العمر، وكانت انطلاقتها المهنيَّة في سن الثانية عشر بعدما ظهرت في فيلم «شاسترا» (1996). فازت شاوهان خلال ذلك العام بمسابقة غنائيَّة على برنامج تلفزيون واقع يُدعى «ميري أواز سونو»، وانشهرت بعد تسجيلها لأغنية «روكي روكي سي زينداغ» من فيلم «ماست» (1999). فازت عن أدائها هذا جائزة مجلة فلمفير بورمان لأفضل موهبة موسيقيَّة جديدة، كما ترشحت لفئة أفضل مغنية أفلام.
صدرت أغنية «ميهبوب مير» من فيلم «فيزا» التي حقِّقت لها نجاحًا جديدًا لشاوهان في عام 2000 حيث نالت عنها ترشيحًا آخرًا لجائزة مجلة فلمفير. غالبًا ما ظهرت شاوهان خلال مسيرتها المهنيَّة في الأدوار الرئيسيَّة لأغاني الرقصات الجانبيَّة في الأفلام الهندية. نالت شاوهان ثالث ترشيح لجائزة مجلة فلمفير بورمان عن أدائها في أغنية «دووم ماتشاليه» في فيلم «دووم» (2004)، وتبعه ترشيحين في السنة التالية عن أغنية «كايسي باهيلي» وأغنية «ديدار دي» من فيلم «المرأة المتزوجة» وفيلم «دوس» (2005). فازت شاوهان بجائزة فيلم فير عن أدائها في أغنية «بيدي» من فيلم «أومكارا» في عام 2006. كما حازت على ترشيحين عن أغنية «سونيي» من فيلم «أكسار»، وأغنية «آشيكي مين» من فيلم «36 شارع الصين». سجَّلت في السنة اللاحقة أغنية «أجا ناتشله» من الفيلم بنفس الاسم، وأغنية «ساجناجي فاري» ولاقت كلتا الأغنيتين نجاحًا تجاريًا ونقديًا. حصلت شاوهان على ترشيحها الثاني عشر لجائزة فيلم فير عن أغنية «تشو بازاري» من فيلم «الحب في هذه الأيام» (2009)، وسبقه أغنية «دانس بي تشانس» من فيلم «ثنائي اختاره الرب» (2008). فازت شاوهان بثانب جائزة فيلم فير عن أدائها في أغنية «شيلا كي جاواني» (2010). كذلك ترشَّحت لفئة الأغاني الكرنفاليَّة على النمط العالميّ عن أغنية «أودي» من فيلم «غوزاريش» في عام 2010. وشهد هذا العام أول ظهور غنائي لها على الساحة الدوليَّة بعدما ظهرت في نسخة بديلة لأغنية «هارتبيت» للمغني إنريكيه إغليسياس.
شاركت شاوهان كحكم في عدة برامج واقع تلفزيونيَّة وظهرت في عدة فيديوهات موسيقيَّة مصوَّرة. كان للمغنية كذلك انخراط في عدد من الجمعيات الخيريَّة والقضايا الاجتماعيَّة والتوعويَّة. ورد اسم شاوهان أربع مرات على قائمة مجلة فوربس لمشاهير الهند خلال الفترة من عام 2012 حتى عام 2015.

## نشأتها
ولِدت سندهي شاوهان في نيودلهي يوم 14 أغسطس عام 1983. كان والدها دوشيانت كومار شاوهان المنحدرة أصوله من أتر برديش شخصية مسرحيَّة في مؤسَّسة شيرام بهاراتيا كالا كيندرا. أمَّا والدتها التي كانت سيدة منزل فلعب دورًا في التأثير على دخول شاوهان عالم الغناء. ولديها أيضًا أخت أصغر منها. بدأت شاوهان الغناء منذ نعومة أظفارها حين كانت في الرابعة من العمر حيث كانت تغني في الاجتماعات المحليَّة، وبعدها أقنعها أصدقاء والدها أن تأخذ الغناء على محمل الجد. ظهرت خلال هذه الفترة في عدة عروض حيَّة، ودرَّبت نفسها من خلال الاستماع للأشرطة السمعيَّة والأقراص المضغوطة لأغاني الأفلام الهنديَّة الشهيرة.
درست شاوهان في مدرسة غرينواي الحديثة وكانت تعيش مع عائلتها في منطقة ديلشاد غاردن بدلهي. أوقفت دراستها بعد انتهاء حتى تزاول مهنة الغناء. وقالت في هذا الصدد: «توقفت لأنني لم أرد الدراسة. اتخذت قرارًا بمتابعة حلمي لأصبح مغنية ولست نادمة على ذلك بتاتًا.»
دعتها الممثِّلة تاباسوم للغناء الحي في برنامجها الخاص عندما وقعت أنظارها على شاوهان، وطلبت من عائلتها الانتقال إلى مومباي. وببعدها عرَّفتها بكاليانجي فيرجي شاه، وأناندجي فيرجي شاه. غيَّر كاليانجي اسمها الفني من نيدهي إلى سندهي كونه اعتبره اسمًا يجلب الحظ. استقال والدها من عمله حين كانت في الحادية عشر من العمر واصطحبها إلى مومباي. عانت عائلتها في بادئ الأمر من صعوبات ماليَّة خلال مرحلة تأقلمهم مع نمط الحياة في المدينة. استطاعت بعدها شاوهان العمل في أكاديمية كاليانجي لعدة سنوات حتى غدت المغنية الرئيسيَّة في الجوقة الغنائيَّة. جاءها بعد ذلك العديد من العروض للعمل ولكن ظل والدها مُصِرًّا على انحصار عملها ضمن الغناء في الأفلام.

## سيرتها المهنية

### بداياتها وفيلم «ماست» وفيلم «فيزا» (1995-2000)

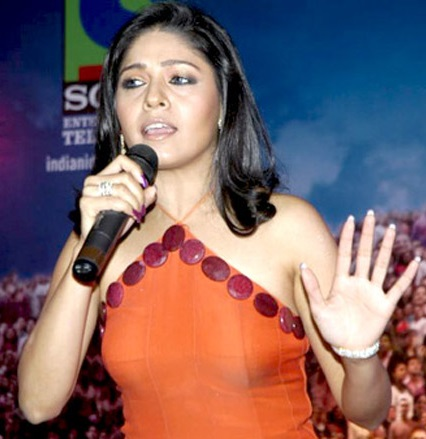
شاوهان في أداء غنائي لها عام 2006.

غنَّت شاوهان في حفل توزيع جوائز فيلم فير الأربعين مع جوقة غنائيَّة في عام 1995. أراد المخرج آدش شريفاستافا تسجيل صوتها في فيلم شاسترا (1996) بعدما سمع غنائها. كان أول ظهور لها في سن الثالثة عشر من العمر ضمن أغنية «لادكي ديواني ديخو» من الفيلم حيث غنت مع أوديت نارايان. وفازت خلال ذلك العام بأول مسابقة تلفزيون واقع غنائيَّة على محطة دي دي ناشيونال حملت اسم «ميري أواز سونو» حيث نالت جائزة لاتا مانغيشكار عن فئة أفضل مغنية في الهند. كما سجَّلت ألبومها الأول الذي حمل عنوان «آيرا غايرا ناثو خايرا» الذي صدر في الأسواق كألبوم غنائيّ للأطفال. أدركت شاوهان حينها أنَّها عانت من تحديات محددة في قدرتها الغنائيَّة مما دفعها لأخذ دروس غناء تقليديَّة من غوتام موخيرجي. عملت في السنتين اللاحقتين كمغنية مُساعدة.
ألقت شاوهان المغني سونو نيغام الذي جمعها بسانديب تشواتا. كان تشواتا يعمل خلال هذه الفترة كمخرج موسيقي لفيلم «ماست» (1999) للمخرج رام غوبال فارما. وقَّعت شاوهان خلال فترة أسبوعين على عقد للمشاركة غنائيًا في الفيلم حيث سجَّلت صوتها في الأغنية التي تحمل اسم الفيلم، بالإضافة إلى أغنية «روكي روكي سي زينداغ» وأغنية «سونا ثا». واستطاعت الفوز بجائزة مجلة بورمان في حفل توزيع جوائز مجلة فيلم فير عن أغنية «روكي روكي سي»، كما ترشحت لفئة أفضل مغنية أفلام ضمن نفس الفئة. عملت ساوهان بحلول نهاية العام مع الملحِّنيّن أناند وميليند في فيلم «جانوار»، والملحِّن شريفاستافا في فيلمين وهما فيلم «داهيك» وفيلم «بادي ديوالا».
أحرزت شاوهان نجاحها الثاني بعد تعاونها مع المُلحِّن والمغني أنو مالك لتسجيل أغنية «ميهبوب مير» من فيلم «فيزا» بعد مطابقته مع صوت المُمثِّلة سوشميتا سين عام 2000. اعتبرت هذه الأغنية بالذات من أكثر الأغاني التي غنَّتها بتلقائيَّة حيث انتهت من تسجيلها بعد خمسة عشر دقيقة. نالت شاوهان ترشيحًا آخرًا لجائزة مجلة فيلم فير ضمن فئة أفضل مغنية أفلام عن أدائها في أغنية «ميهبوب مير». كما غنَّت في أغنية «بومبرو» الفلكلوريَّة من تلحين الثلاثي شانكار-إحسان-لوي من فيلم «مهمة كشمير». كان المُراد من هذه الأغنية في بادئ الأمر أن تكون بمثابة أغنية جانبيَّة بالفيلم، ولكن تقرَّر فيما بعد جعلها من أغاني الفيلم الرئيسيَّة. كان مخرج الفيلم فيدو فينود تشوبرا يبحث عن صوت يحمل طابعًا بريئًا عندما اختار شاوهان للغناء في الفيلم بعد مُطابقته مع صورة الممثِّلة بريتي زينتا. ووفقًا لما ذكره تشوبرا فقد استطاعت شاوهان الغناء بطريقة طفوليَّة إلى حد كبير ولذلك فغنّت الأغنية بصوت مُتكسِّر بعض الشيء.

### فيلم «أجنابي» وفيلم «تشاميل» وفيلم «دووم» (2001-2005)
ظهرت شاوهان في أربعة أغاني من ألبوم «أجنابي» عام 2001. وصفت سوكانيا فيرما أدائها لأغنية «ميهبوبا ميهبوبا» مع عدنان سميع بـ«الجريء»، في حين اعتبرت أدائها مع كومار سانو في أغنية «ميري رينداغي مين» مملًا. كما انتقدت الأغنيتين الأخرتين «موجهكو نيند آراهي هاي»، وأغنية «كاسام سي تيري آنخين» معتبرةً إياهما مملتين دون حماسة. أشادت فيرما بمالك بسبب الدور الهام الذي لعبه في الجدال مع المنتجين وحثّهم على اختيارها لأداء الأغاني، ولذلك كان يحظى اختيارها في أدوار صوتيَّة رومانسيَّة بطوليَّة بقبول واسع. وغنت في أغنية «إكبار بيار» للملحّن أناند راج أناند، وأغنية «يه كايسا إحساس هاي» للملحّن ميليند ساغار الذين ظهرتا في فيلم «إحساس: الشعور» (2001)، بالإضافة إلى اشتراكها في الغناء مع نيغام. كما سجَّلت أدائًا في أغنية «آلاب» في فيلم «يادين» لمالك، فضلًا عن أغنية «جاب دي ميلي»، وأغنية «يادين ياد آتي هين» التي لاقت إشادة من قبل النقَّاد.

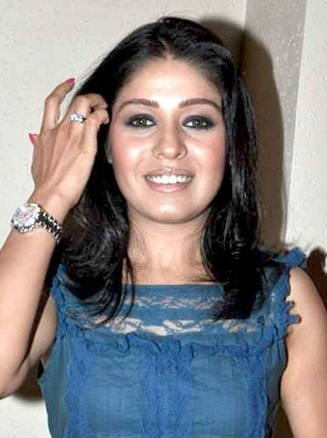
شاوهان في حفلة لفرقة مايكل ليرنز تو روك الدنماركيَّة عام 2010.

تعاونت شاوهان مع مالك على تسجيل أغاني لأربعة أفلام خلال عام 2002. أدَّت أربعة أغاني من فيلم «أوارا باغاغال ديوانا» وهي الأغنية التي تحمل اسم الفيلم، وأغنية، «مين تو خاي كاسام»، وأغنية «مور ساواريا»، وأغنية «يا حبيبي». كما تعاونت خلال ذلك العام مع إسماعيل داربار للمرة الأولى حيث أصدرا أغنية «آي أجنابي» من فيلم «ديوانغي» التي اعتبرتها من أصعب الأغاني التي عملت عليها.
أدَّت شاوهان مع أبهيجيت بهاتاتشاريا نسخة ريمكس من أغنية «أو حسينة زولفوالي» من تلحين بابلو تشاكرافورثي كذكرى لموسيقى راهول ديف بورمان التي اعتبر النقَّاد أنَّه لا يمكن الاستماع إلى نسخة آشا بهوسل. كما شاركت شاوهان في الغناء بألبوم الموسيقى المصوَّرة لفيلم «هومراز» للمخرج هميش ريشاميا. وعملت كذلك مع قدوري ماراكاثاماني كيرافاني على الغناء في فيلم «صور- نغم الحياة» حيث غنَّت أغنية «آبهي جا» وأغنية «ديل مين جاغي دادخان آيس» التي اعتبرتها مختلفة من نمط غنائها التي اعتادت عليه. وفقًا للناقدة بريانكا بهاتاتشاريا فإنَّ «أداء شاوهان الناضج في النصف الثاني من أغنية 'آبهي جا' مفاجئ». واعتبرت الأغنية الأخرى جيدة من ناحية مستواها.
ظهرت شاوهان لثاني مرة على الشاشة في فيلم «بهوت» للمخرج رام غوبال فارما حيث ظهرت في فيديو الموسيقى المصوَّر الترويجيّ للفيلم «بهوت هون مين» من تلحين الثنائي سليم وسليمان. وفقًا لمالك فقد اشتركت شاوهان في الغناء بصورة الدور الذي لعبته الممثِّلة كارينا كابور في أغنيتين من فيلم «مين بريم كي ديواني هون» بسبب شغفها وفهمهما لهكذا أغاني على حد تعبير مالك. وعملت فيما بعد معه على أغنية «ديخ لي» من فيلم «مونا باهي إم بي بي إس». تعاونت شاوهان مع سانديش شانديليا على فيلم «تشاميل» في عام 2004 حيث غنَّت في ستة أغاني من الألبوم. وكانت أكثر أغنية لاقت إثناءً عليها هي أغنية «بهاج ري مان»، وأغنية «سانجا في سانجا». امتدح النقَّاد أدائها بطبقة صوتيَّة أعلى من عادتها «دون اكتراث» في أغنية «بهاج ري مان»، في حين اعتبرت «سانجا في سانجا» الأغنية المفضَّلة التي عملت عليها في سيرتها المهنيَّة.
نالت شاوهان ثالث ترشيح لجائزة فيلم فير ضمن فئة أفضل مغنية أفلام عن أدائها في أغنية «دووم ماتشاليه» من فيلم «دووم» (2004) الذي حقَّق نجاحًا تجاريًا ونقديًا كبيرًا. كما غنَّت شاوهان أربعة أغاني لفيلم «غارف» من تلحين الثنائي سجيد ووجيد. بيدَّ أنَّ النقاد الموسيقيين اعتبروا أدائها محض «تصوير نمطيّ»، معتبرين أنَّ جميع أغانيها أصبحت متشابهة يصعب التمييز فيما بينها. كما تشابهت أغنية «سايان» من فيلم «غارف» إلى حد كبير مع أغنية «سايان» من تلحين أي.أر. رحمان من فيلم «ناياك» (2001). كانت من بين أغاني الرقصات السينمائيَّة التي صدرت خلال ذلك العام أغنية «آيسا جادو» من فيلم «خاكي» من تلحين رام سامباث. وتبعها أدائها في أغنية «إشك كابهي كاريو نا»، وأغنية «ساكي» من فيلم «مسافر». هذا وقد تناقلت عدة تقارير إعلاميَّة أنَّ سامباث طلب من شاوهان الوقوف على بعد نحو نصف متر من الميكروفون خلال تسجيلها لأغنية «آيسا جادو» بسبب «عدم تحمل معدَّات التسجيل حماسة» صوتها. كتبت فيرما في مراجعتها النقديَّة لفيلم «مسافر» أنَّ صوت شاوهان الأجش يناسب أغنية «إشك كابهي كاريو نا» من خلال إضفاءه للقدر المناسب من الجرأة والجاذبية على حد تعبيرها.
قامت شاوهان بأول تعاون مع الملحِّن شانتانو مويترا في عام 2005 حيث سجَّلت أغنية «آو ني كيديون» لفيلم «½7 فيري»، بالإضافة إلى الأغنية المشحونة جنسيًا «كايسي باهيل زينداغاني» من فيلم «المرأة المتزوجة». أثنى ساهايا رانجيت من إنديا توداي على صوتها الذي اعتبر أنَّه يحمل جانبًا مُتغرِّبًا، وقوامًا صوتيًا «مرهف الإحساس» يدخل عليه تأثير غنائيّ من الجاز على حد وصفه. كما عملت على تسجيل أغنية «فير رات كاتي» ذات الطابع الراجاستانيّ الفلكلوريّ في فيلم «باهيل» بالاشتراك مع سوخويندر سينغ، بالإضافة إلى أدائها في أغنية «جادو» بطيئة الإيقاع في فيلم «بادماشري لالو براساد ياداف». كما أدَّت خلال هذا العام في أغنية «رايت هير رايت ناو» من تلحين الثنائي فيشال-شيخار بالاشتراك مع أبهيشك باتشاتشان في فيلم «بلوفماستر!». وعملت مع الثنائي على عدة أغاني أخرى في فيلم «دوس» وفيلم «شابد» اللذين صدرا عام 2005. كما أدَّت شاوهان في أغنية «تشاهاتون كا سيلسيلا» بالاشتراك مع كومار سانو، وأغنية «خويا خويا» بالاشتراك مع سونو نيغام، وأغنية «شولون سي» بالاشتراك مع فيشال دادلاني من فيلم «شابد». ترشَّحت شاوهان لجائزتين فلمفير عن أدائها في أغنية «ديدار دي» من فيلم «دوس»، وأغنية «كايسي باهيل زينداغاني» من فيلم «المرأة المتزوجة». هذا وقد كان سونو نيغام قد اعتبرها أفضل صوت بارز لعام 2005 عن أدائها في هاتين الأغنيتين.

### فيلم «أومكارا» وفيلم «آجا ناتشله» وفيلم «ثنائي اختاره الرب» (2006-2009)
نالت شاوهان جائزة فيلم فير عن أدائها الصوتي في أغنية «بيدي جالايلي» من فيلم «أومكارا» عام 2006. حقَّقت هذه الأغنية نجاحًا نقديًا وتجاريًا حيث قال بيباشا باسو التي شاركت في الأغنية كراقصة: «سندهي هي آلهة. غناءها مؤثِّر جدًا. فقد أضفت بُعدًا آخر لرقصي». حصلت شاوهان على ترشيحين جديدين خلال ذلك العام عن أغنية «سونيي» من فيلم «أكسار»، وأغنية «آشيكي مين» من فيلم «36 شارع الصين». كما عملت مع هيمش ريشاميا على الغناء في عشرة أفلام أخرى. لاقت بعض الأغاني ردود فعل متفاوتة بين النقَّاد مثل أغنية «كيه دو نا»، وأغنية «ميثي ميثي باتان» من فيلم «آب كي خطير»، وأغنية «إشك كيا كيا»، وأغنية «ليتس روك» من فيلم «أنتوني كاون هاي؟». ظهرت شاوهان على الشاشة للمرة الثالثة في أغنية «دهيمي دهيمي» من فيلم «باس إكبال» بالاشتراك مع المغني كيه كيه. كما غنَّت معه أغنيتين أُخرتين وهما «آشك بهي»، وأغنية «هاي إشك يكيا إكخاتا» في نفس الفيلم. لاقت هذه الأغاني إشادة من جانب النقَّاد حيث كتب كومال ناهتا: «سندهي شاوهان وكيه وكيه غنوا غناءًا رائعًا في هذا الألبوم. إذ عدَّلا من أسلوبهما حتى ينقلا المشاعر والأحاسيس التي تحملها كل أغنية.»

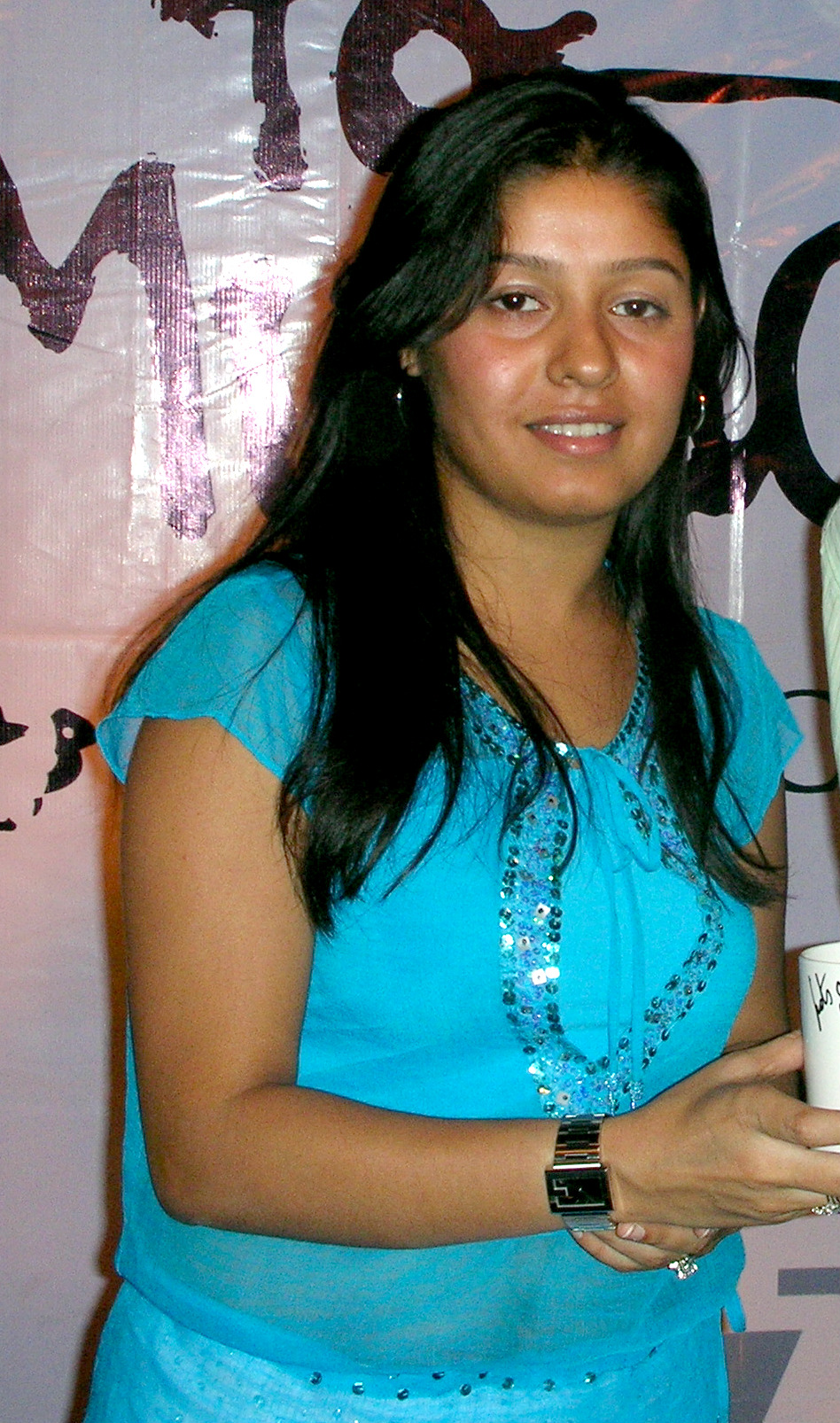
شاوهان بعد أدائها في حفلة موسيقيَّة عام 2006.

كذلك أشاد النقَّاد بتعاون شاوهان مع بريتام خلال هذه السنة حيث لاقى أدائها في أغنية «تيري بين»، وأغنية «آكوشي سي خود كوشي كارلي»، وأدائها الأوبراليّ في أغنية «آفرين» ترحيبًا كبيرًا. كما حظي تعاونهما على أغنية «كريزي كيا ري» من فيلم «دووم 2» بإشادة كبيرة. في حين اعتبر موقع ريدف أغنية «لامها لامها» من فيلم «رجل العصابات» أغنية «مُهيّجة رومانسيًا». وقدَّمت شاوهان أدائها المشترك الوحيد في تلك السنة مع شريا غوشال في أغنية «إيمان كا آسار» (هذا وقد كانت الاثنتان قد شاركتا في عدة أغاني مشتركة) من تلحين الثنائي سليم وسليمان في فيلم «دور». كما غنَّت شاوهان في أغنية «مير هاث مين» وأغنية «ديخو نا» من تلحين الثنائي جاتين-لاليت في فيلم «فناء». وسجَّلت صوتها في نسخة من أغنية «يه ميرا ديل» التي غنتها بالأصل آشا بهوسل. وأشار موقع ريدف إلى ما اعتبره حقيقة إدراك شاوهان من وجود مقارنة ما بين نسختها من الأغنية ونسخة بهوسل الأصليَّة. لاقت الأغنية ردود فعل متفاوتة من الناحية النقدية حيث اعتبر بعض النقَّاد أنَّ شاوهان جعلت صوتها أجش مما تطلبته الأغنية بينما أثنى آخرون على غناءها. أمَّا هي فشعرت على الصعيد الشخصيّ بأنَّ الأغنية كان يمكن لها أن تكون أفضل من ذلك لو كانت غنتها على درجة موسيقيَّة أعلى. كما أدَّت نسخة باللغة الإنجليزيَّة من أغنية «ريتش أوت» في حفل افتتاح الألعاب الآسيويَّة في العاصمة القطريَّة الدوحة عام 2006.
أدَّت شاوهان الصوت الغنائي لدور الممثّلة مادهوري ديكسيت في فيلم عودتها على الساحة الذي حمل عنوان «آجا ناتشله» في عام 2007 حيث سجَّلت أغنية «سونيي ميل جا» بالاشتراك سوخويندر سينغ، وأغنية «كوي باتثار سينا ماره» بالاشتراك مع نيغام وغوشال. كما سجَّلت صوتها أيضًا في الأغنية «جووم بارابار جووم» التي حملت نفس اسم فيلم من تلحين الثلاثي شانكار وإحسان ولوي. وأدَّت شاوهان دورًا غنائيًا من تلحين شانتانو مويترا في فيلم «لاغا تشوناري مين داغ» حيث سجَّلت أغنية «هوم تو آيس هين» بالاشتراك مع غوشال، وصاحبهما كل من سواناند كيركيريه، وبراناب بيسواس كصوتين مساعدين. اعتبر راجا سين في مراجعة لموقع ريدف أنَّ الأغاني المشتركة بين امرأتين ناجحة بسبب الحماسة والإيجابيَّة التي تبثها المغنيات في غنائهن، ولكنّه رأى أنَّ أغنية «كاتشتشي كاليان» من نفس الفيلم كانت أقل جاذبية بسبب التنسيق الموسيقي الذي اعتبره ضعيفًا، ولكنه امتدح كلًا من شاوهان، وغوشال، وكيه وكيه، ونيغام، لإعطائهم الأغنية ما تطلبته من عزيمة غنائيَّة. كما عملت على تسجيل الأغنية الرومانسيَّة الهادئة «هاي شونا» من تلحين الثنائي فيشال وشيخار، والتي عملت معهما كذلك على أغنية «بيار كي يه كهاني» وأغنية «ساجناجي فاري فاري» من فيلم «هوني مون ترافلز». كما ترشّحت لجائزة فيلم فير عن أدائها في أغنية «آجا ناتشله».
حازت شاوهان على ترشيحها الأحد عشر في مسيرتها المهنيَّة ضمن فئة أفضل مغنية أفلام عن أدائها في أغنية «دانس بي تشانس» من تلحين الثنائي سليم وسليمان من فيلم «ثنائي اختاره الرب» في عام 2008. وعملت على تسجيل أغنية النوادي الراقصة التي حملت اسم «لاكي بوي» من فيلم «باتشنا آي هاسينو» من تلحين الثنائي فيشال وشيخار. وسجَّلت كذلك صوتها في أغنية «ديخو ناشيه مين»، وأغنية «موجيه بي جادو»، وأغنية «ريس سيزن كي» والنسخة الإنجليزيَّة منها والتي حملت عنوان «السباق في ذهني» في فيلم «سباق» الذي عمل بريتام على تلحينها، والتي نالت استحسان النقَّاد بسبب حيوية أدائها وألحانها على حدٍ سواء. كما صدرت أغنية «بنت الديسي» في نفس العام من فيلم «دوستانا» لتحقق نجاحًا تجاريًا كبيرًا. كما عملت شاوهان لاحقًا مع فيشال بهاردواج في فيلم «يو مي أور هيم» حيث سجَّلت أغنية «فات» وأغنية «سايان» بالاشتراك مع عدنان سميع. وعلاوة على ذلك، أدَّت شاوهان الدور الغنائي للممثّلة كارينا كابور بصوتها الأجش في أغنية «تشهاليا»، وأغنية «ديل دانس ماره» اللتين كانت جزءًا من ألبوم الموسيقى التصويريَّة لفيلم «تاشان».
تعاونت شاوهان للمرة الثانية مع آيلاياراجا في عام 2009 حيث سجَّلت صوتها في أغنية "بالتا دي كوي" من فيلم "تشال تشالين"، وأغنية "هيتشكي هيتشكي" من فيلم "با". أجرت شركة سيفي مراجعة نقديَّة لأغنية "هيتشكي هيتشكي"، التي اعتبروها أغنية أفلام جانبيَّة غير جيدة كثيرًا. في حين حظيت شاوهان خلال هذا العام بإثناء النقَّاد عن أدائها في أغنية "رات كي دهاي باجه" من تلحين الثنائي فيشال وبهاردواج من فيلم "الأوغاد" بسبب ما اعتبروه انتقالًا غنائيًا لا يمكن للمرء أن يلحظه بين شاوهان، والمغنية ريخا بهاردواج. وعملت شاوهان مع بريتام على أغنية "غازاب" من فيلم "آديخن وارا"، بالإضافة إلى أغنية النوادي "هوتي نوتي" عن صوت شخصية الممثّلة ديدانا دان في فيلم "ديل بول هاديبا!". امتدح النقَّاد أداء شاوهان في أغاني مثل "تشور بازاري" من فيلم "الحب في هذه الأيام". بيدَّ أنها تعرضت للانتقاد عن الطريقة التي لفظت فيها كلمات الأغاني في أغنية "كامباخت إشك" من تلحين أنو مالك في الفيلم من نفس الاسم. نالت شاوهان ترشيحًا جديدًا لجائزة فيلم فير عن أغنية "كامباخت إشك. كما عملت خلال نفس العام مع ثنائي التلحين ساجد ووجيد على أغاني فيلم "مين أور مسز خانا" حيث أدَّت كلًا من أغنية "هابينينغ"، وأغنية "مسز خانا"، بالإضافة إلى فيلم "مطلوب" التي سجَّلت فيه أغنية "إشك فيشك"، وأغنية "توس بيار كارته هين".

### ألبوم «يوفوريا» وفيلم «غوزاريش» وفيلم «تييس مار خان» (2010-2013)

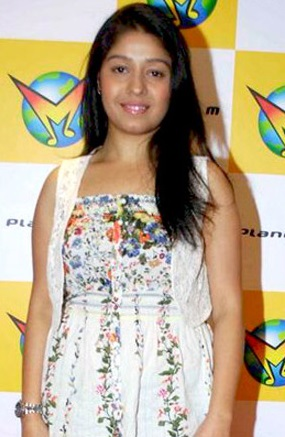
شاوهان خلال فعالية ترويجيَّة لألبوم "يوفوريا" للمغني الإسبانيّ إنريكيه إغليسياس في عام 2010.

شهد عام 2010 أول ظهور لشاوهان على ساحة الغناء عالميًا بعد ظهورها في نسخة هنديَّة بديلة من أغنية «هارتبيت» مع المغني الإسبانيّ إنريكيه إغليسياس حيث كانت هذه الأغنية من ضمن الإصدار الهنديّ الخاص لألبوم «يوفوريا». سجَّلت خلال ذلك العام الأغنية السينمائيَّة الجانبيَّة «تشهان كي موهالا» من فيلم «أكشن ريبلاي» احتفالًا بمهرجان هولي، فضلًا عن أغنية بنجابيَّة راقصة سريعة الإيقاع حملت اسم «آينفاي آينفاي» من فيلم «باند باجا بارات». كما شهد ذلك العام تعاونها الوحيد مع الملحّن سانجاي ليلا بهانسالي حيث سجَّلت الأغنية الكرنفاليَّة «أودي» على النمط العالميّ من فيلم «غوزاريش». امتدحت الناقدة سوكانيا فيرما أدائها الغنائي واصفةً صوتها بالناري في هذه الأغنية. كما شاركت شاوهان في ألبوم الموسيقى المصوَّرة لفيلم «هاوسفول» حيث أدَّت في أغنية «أبكا كيا هوغا»، وأغنية «لا أعرف ماذا أفعل» في صوتها الذي وصِفَ بالصوت «مرهف الإحساس». وعملت على تسجيل أغنية «كاجراري» من الفيلم الذي يحمل نفس الاسم وأغنية «سانو غوزرا زامانا» من تلحين ريشاميا. وأدَّت في أغنية «باردا» الخاصَّة بالملاهي من فيلم «ونس أبون أتايم إن مومباي» للملحن بريتام. تحمل هذه الأغنية تأثيرات من من أغنية «بيا تو»، وأغنية «دونيا مين» وتتمتع بنفس الوقت بطابع ارتجاليّ مُتقادم.
تعاونت شاوهان خلال السنة مع الثنائي فيشال وشيخار على عدة مشاريع من فيلم «بريكي باد»، وفيلم «أكره قصص الحب»، وفيلم «تيس مار خان». حقَّقت كل من أغنية «بن تير» من فيلم «أكره قصص الحب»، وأغنية «شيلا كي جواني» من فيلم «تيس مار خان»، نجاحًا تجاريًا، وورد اسم كلتا الأغنيتين على قائمة أفضل عشرة أغاني بوليووديَّة لسنة 2010 التي تنشرها صحيفة إكسبريس تريبيون. اعتبرت عدة وسائل إعلاميَّة الأغنية من «أكثر الأغاني إثارة في العام» حيث واجهت الأغنية وطاقم الفيلم سجالًا حول كلماتها الإيحائيَّة. بيدَّ أنَّ شاوهان رأت أن الأغنية تلاءمت مع حبكة وأحداث الفيلم، وقالت أنَّه لم يكن المقصد منها جرح مشاعر المشاهدات. فازت بجائزة فيلم فير جديدة ضمن فئة أفضل مغنية أفلام عن أدائها في أغنية «شيلا كي جواني»، وترشَّحت لجائزة أخرى عن أدائها في أغنية «أودي». ظهرت في نفس العام كحكم مع أنو مالك، وسليم ميرتشنت، في الموسم الخامس من مسابقة الموسيقى التلفزيونيَّة «إنديان آيدول». كذلك شاركت مع عشرة فنانين آخرين في مقطع مدته ثلاثين دقيقة بعنوان «موسيقى الحب الكونيَّة». استعرض المقطع الذي عُرِضَ في حفل اختتام ألعاب الكومنولث لسنة 2010، عددًا من الأداءات الموسيقيَّة المستوحاة من أنماط عدة مثل الموسيقى الفلكلوريَّة، والموسيقى الصوفيَّة، وموسيقى العالم، وموسيقى البوب الهنديَّة.
تعاونت شاوهان مع بريتام على أربعة أفلام في عام 2011. وأُثنِي على أدائها في أغنية «تي أمو» ذات الإيقاع البطيء من فيلم «ضد القانون». لاقى أدائها في أغنية «آزارا» المناسبة لأجواء النوادي من تلحين الثنائي سانغيت وسيدهارث في فيلم «جريمة قتل 2» إشادة كبيرة من النقَّاد، وحظي بنجاح تجاريّ كبير. تعاونت شاوهان في هذا العام مع زوجها هيتش سونيك للمرة الأولى على أغنية «تو» من فيلم «صديقي بينتو». كما سجَّلت الأغنية الشعريَّة الرومانسيَّة الصوفيَّة التي حملت عنوان «إشك سوفيانا»، وأغنية النوادي اليليَّة «هونيمون كي رات» من تلحين الثنائي فيشال وشيخار في فيلم «الصورة القذرة». هذا وقد أثنت الناقدة فيرما على صوتها في هذه الأداءات.
ظهرت شاوهان كحكم للمرة الثانية في الموسم السادس من «إنديان آيدول» في عام 2012. وتعاونت مع أميت تريفيدي على أغنية «سافا دولار» من فيلم «آيا» حيث حظي صوتها العاصف والجهير بلهجة مراثيَّة في الفيلم بالإشادة. كما عمل الاثنان على أغنية أخرى على النمط المراثيّ حملت اسم «نافراي ماجهي» في فيلم «إنغلش فينغلش» الذي عادت من خلاله الممثّلة سريديفي إلى الساحة الفنيَّة. وتبعها عملها على أغنية «تشوكرا جاوان» الحماسيَّة من فيلم «عشقزاد». عملت بعدها على تسجيل أغنية «غون غون غونا» من تلحين الثناى ئي أجاي وأتول من فيلم «طريق النار» بالاشتراك مع أوديت نارايان. كما سجَّلت مع بريتام أغنيتين لاقتا قدرًا ملحوظًا من الاستحسان وهما أغنية «كيون» من فيلم «بارفي!» بالاشتراك مع بابون، وأغنية «ياريان» من فيلم «كوكتيل» بالاشتراك مع أريجيت سينغ. وسجَّلت شاوهان أغاني أفلام جانبيَّة أخرى خلال هذه السنة مثل أغنية «هالكات جاواني»، وأغنية «كافيرانا»، و«أغنية الديسكو»، وأغنية «ليلى». وصفت محطة إن دي تي في ضمن مراجعتها للموسيقى المصوَّرة المصاحبة لفيلم «البطلة» بأنَّ شاوهان هي «ملكة أغاني الأفلام الجانبيَّة» حيث امتدحت أغنية «هالكات جاواني». كما أدَّت في هذا العام الدور الصوتيّ لشخصية سيتا في فيلم الرسوم المتحرِّكة «أبناء رام».

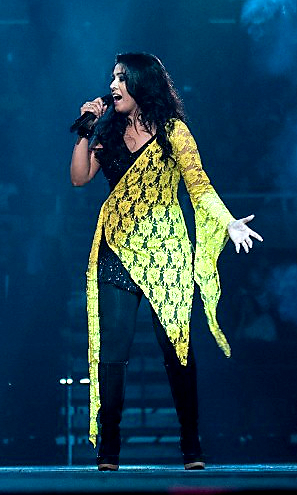
شاوهان خلال أدائها الغنائيّ في حفل توزيع جوائز صحيفة تايمز أوف إنديا عام 2013.

تعاونت شاوهان مع فرقة جنون الباكستانيَّة، وغنَّت في أغاني مثل «غاليان غاليان حوسان ضيان» من فيلم «موهاباتان ساتشيان» (2007)، وأغنية «آب ديلكي أنجومان مين»، وأغنية «ديل دهاركه مين تومسي» في فيلم «أنجومان» عام 2013 والذي شهرها في جميع أنحاء البلاد. كما شاركت في تسجيل أغنية «أبنا لاسلكي مومباي» من فيلم «لاسلكي مومباي» الذي احتفل مرور مئة عام على السينما الهنديَّة. سجَّل المغنيون الذين شاركوا في هذه الأغنية المقاطع الغنائيَّة التي سيتظاهر الممثِّلون بغنائها حيث سجَّلت شاوهان عن الممثِّلة بريانكا تشوبرا. وسجَّلت أداءً بنبرة صوتيَّة عاليَّة لأغنية «تو هي خواهيش» من الفيلم الذي حمل عنوان «كان ياما كان في مومباي دوبارا!» الذي كان مرافقًا لأغنية «باردا» من الفيلم السابق في السلسلة. هذا وقد تعاونت مع المُلحِّن بريتام من جديد على نسخة رجعيَّة من أغنية «جانام جانام» من فيلم «باتا بوستر نيكلا هيرو»، وأغنية «مات ماري» من فيلم «أر... راجكومار». اثنى راجيف فيجاياكار على أداء شاوهان في هذه الأغنية.
أدَّت شاوهان خلال هذه السنة الدور الغنائيّ للممثِّلة سوناكشي سينها (التي أعربت في السابق عن رغبتها بإدخال شاوهان في أحد برامج تلفزيون الواقع) في أغنية الديسكو «حمدًا لله أنه يوم الجمعة» من فيلم «هيماتوالا» من تلحين الثنائي ساتشين وجيغار. كما سجَّلت أغنية «دهوكا دهوكا» بالاشتراك مع مامتا شارما من نفس الفيلم، والتي كانت من تلحين الثنائي سجيد ووجيد. تمَّت مقارنة هذه الأغنية باجتماع موني وشيلا في نفس الأداء، وذلك بسبب أداء شارما لصوت موني، ومن ثم أداء شاوهان لصوت موني في عام 2010، وتشاركهما جائزة فيلم فير عن أغانيهما هذه. تعاونت شاوهان مع الملحِّن أنو مالك لأداء أغاني النوادي الراقصة «آلا ري آلا»، وأغنية «إكدين كيلي»، وأغنية «بابلي بادماش» في فيلم «وادالا»، والتي أثنت فيه محطة إن دي تي في على أداءات شاوهان. في حين لاقت أغنية أخرى من تلحين بريتام ردود فعل متباينة من جانب النقَّاد، إذ اعتبر موهار باسو من موقع كويموي أنَّ شاوهان لم تستطع إظهار الحماس المطلوب في هذه الأغنية، بالإضافة إلى عوامل أخرى أدَّت إلى فشلها. كذلك شهدت هذه السنة تعاونها الأول مع عاطف أسلم حيث عمل الاثنان على تسجيل أغنية «بي إنتيهان» في فيلم «سباق 2». وغنَّت شاوهان لأول مرة من الرابيندرا سانجيت حيث سجَّلت أربعة أغاني من ضمن ألبوم خاص بالطاغوريَّات.

### فيلم «ديل دهاداكنه دو» وفيلم «رانغون» (2014-2017)

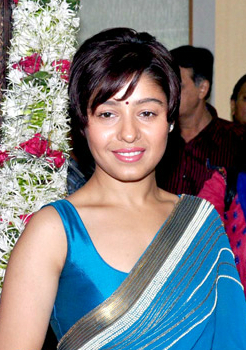
شاوهان في حفل توزيع جوائز داداساهيب في عام 2014.

كانت «أغنية الزفاف البنجابية» من تلحين الثنائي فيشال وشيخار في فيلم «هاسي توه فاسي» أول أغنية صدرت لشاوهان في عام 2014. سجَّلت شاوهان هذه الأغنية بالاشتراك مع بيني دايال. اكتسبت هذه الأغنية شعبية جماهريَّة حتى أصبحت شائعة الغناء في الأعراس وحفلات الزفاف. سجَّلت بعدها أداءً في أغنية «تو كوجا» التقليديَّة للملحّن رحمان من فيلم «الطريق السريع». وفقًا لصحيفة تايمز أوف إنديا فقد اصطبغ أداء شاوهان مع الموسيقى ليضفي طابعًا غربيًّا على الأغنية. وعملت على تسجيل أغنية «غهوم غاي» من تلحين هيتش سونيك التي ضُمِّنت في ألبوم الفيلم «هوا هاوي». كما ظهرت على الشاشة في الفيديو الترويجيّ للأغنية. وعملت بعدها على تسجيل أغنية «نشيد مارداني» من فيلم «مارداني» التي كان موضوعها حول تعزيز وتقوية المرأة. وعملت خلال نفس العام على تسجيل أغنية «آدهوره» من فيلم «ماري كوم» بصوت ناعم. وأدَّت في أغنية «كاوالي أند روك فيوزد» من فيلم «داوات عشق» بالاشتراك مع جافيد علي. وتعاونت مجددًا مع الثنائي فيشال وشيخار على أغنية «أرقص مثل تشاميا» من فيلم «سنة جديدة سعيدة». وظهرت بعدها مرة أخرة في فيديو موسيقيّ مُصوَّر حمل عنوان «بال خاده» من فيلم «خوبسورات» بالاشتراك مع سنيها خانوالكار، وسونام كابور. وأدَّت أيضًا نسخة جديدة من أغنية «إنجين كيسيتي» الراجاستانيَّة المتوارثة في نفس الفيلم. وغنَّت شاوهان شارة مسلسل التشويق الرومانسيّ «لهيب الحقد».
كانت أغنية «فات تاك ناشنا» البنجابيَّة في فيلم «دوللي كي دولي» من تلحين سجيد ووجيد أول أداء غنائيّ عملت عليه شاوهان في عام 2015. ولم يستغرق منها تسجيل هذه الأغنية سوى ساعة ونصف فقط. كما سجَّلت أغنية الجاز «الفتيات يحببن التأرجح» من تلحين الثلاثي شانخار وإحسان ولوي التي ظهرت في فيلم «ديل دهاداكنه دو»، والتي اعتبرتها شاوهان من الأنواع الغنائيَّة الجديدة التي لم يسبق لها محاولة الغناء فيها. امتدحت صحيفة إنديان إكسبرس شاوهان على أدائها الصوتيّ في هذه الأغنية دون وقوع الأخيرة في أخطاء تُذكر. وعملت شاوهان على تسجيل أغنية «بيكو» من الفيلم الذي يحمل نفس العنوان. حظيت الأغنية باستحسان سورابهي ريدكار من موقع كويموي الذي أثنى على المشاعر الإيجابيَّة التي تميّز الأغنية. كما عملت على تسجيل أغنية «جانيب» من فيلم «حبيبة ديليوالي زليم» بالاشتراك مع أريجيت سينغ. وسجَّلت أغنية «تخطى» من تلحين كرسنا التي ظهرت في فيلم «عودة تانو ويدز مانو». هذا وقد أثنى موقع إنديا ويست على أدائها في الأغنية. في حين استغرب الناقد ريدكار من موقع كويموي من عدم مبالاتها بالتشابه الكبير ما بين الأغنية وأغنيتها «بول بيليا» من فيلم «اقتل ديل». مثَّلت شاوهان الهند في فعالية مهرجان المواطن العالميّ بمدينة نيويورك لسنة 2015 حيث أدَّت على نفس المنصة التي عزفت عليها فرقة كولدبلاي، وفرقة بيرل جام، والمغنية الأمريكيَّة بيونسيه وغيرهم.
في عام 2016، عملت شاوهان مع تريفيدي على فلمين وهما فيلم «فتور»، وفيلم «عزيزتي زينداغي». سجَّلت أغنية «رانغا ري» مع ترفيدي، وأغنية «تيري لي» بالاشتراك مع جوبين ناوتيال من فيلم «فيتور» التي لاقت استحسان النقَّاد الذي أحبوا توزيعها الموسيقيّ وطريقة الغناء. أشادت سويثا راماكريشنان بغناء شاوهان في الألبوم ودعت الملحنين للعمل معها على أغاني مشابهة لأغنية «تيري لي». امتدحها النقَّاد عن أدائها في أغنية «فقط اذهب للجحيم يا ديل» من فيلم «عزيزتي زينداغي» حيث أشاروا إلى الطريقة التي استطاعت فيها الانتقال ما بين مشاعر الضياع والقلق في هذه الأغنية. سجَّلت أغنية «آيسا كيون ما» من فيلم «نيرجا» التي لاقت إشادة من طرف النقَّاد بسبب موضوعها الذي تناول الحب والعاطفة ما بين أم وابنتها. عملت شاوهان بعدها على تسجيل أغنية «لامهون كيراسغول» من تلحين كلينتون كيريجو التي ظهرت في فيلم «كهاني 2». كذلك أدَّت أغنية «تيتليان» من فيلم «روكي الوسيم» على النمط الغنائي المُستوحى من الملاهي الليليَّة في الخمسينات. اختارت شاوهان كلًا من أغنية «داركهاست» من تلحين ميثون التي ظهرت في فيلم «شيفاي»، وأغنية «أحبك» من تلحين الثنائي فيشال وشيخار التي ظهرت في فيلم «بيفيكري» كأكثر أغنيتين مفضلتين عملت عليهما خلال العام. وظهرت في أول دور سينمائيّ لها كمُمثِّلة في فيلم الإثارة القصير «اللعب ببريا» الذي لعبت فيه دور ربة منزل. خابت آمال النقَّاد من الفيلم، ولكنهم مع ذلك أخصوا شاوهان بالذكر وأثنوا على أداءها حيث امتدحتها نامراتا ثاكر من موقع ريدف وأشارت إلى كيف استطاعت نقل مشاعرها للمشاهد من خلال تعابير وجهها.
أصدر فيشال بهاردواج أغنيتين لشاوهان في شهر يناير عام 2017، وهما أغنية «الجحيم اللعينة» وأغنية «تيبا» اللتين سجلتهما كجزء من الموسيقى التصويريّة لفيلم «رانغون». أشاد النقَّاد بأدائها في كلتا الأغنيتين حيث كتب ريدكار من موقع كويموي أنَّ شاوهان تجعل الأغنية «مفعمة بالحياة» بصوتها. اعتبر آشوين فينايان من صحيفة ديكن هيرالد أغنية «تيبا» التي غنَّتها مع سوخويندر سينغ، وريخا بهاردواج كواحدة من «أرقى التعاونات النجوميَّة حديثة العهد في بوليوود». وظهرت بشكل خاص في أغنية «الجحيم اللعينة». وبعدها شاركت في تسجيل أغنية «زيندا» من تلحين روتشاك كوهلي التي ظهرت في فيلم «نام شابانا». وشاركت في أغنية «رادها» بالاشتراك مع شهيد ماليا من ألبوم الموسيقى التصويريّة الخاص بفيلم «عندما التقى هاري وسيجال»، بالإضافة إلى أغنية «فراشة» بالاشتراك مع آمان تريخا، والأخوات نوران، وديف نيجي. لاقت كلتا هاتين الأغنيتين ردود فعل متفاوتة من النقَّاد حيث أبدى أحدهم من صحيفة ذا هندو إعجابه بأدائها في أغنية «رادها»، بينما انتقد أغنية «فراشة» معتبرها مسبِّبة للضجيج على حد تعبيره. وبعدها أدَّت أغنية «باخيدا» بالاشتراك مع سوخويندر سينغ من فيلم «تواليت: إكبريم كاثا». عبَّر عدد من النقَّاد مثل ديباراتي سين من صحيفة تايمز أوف إنديا عن إعجابهم بالأغنية وامتدحوا أدائها ذو الطابع الرومانسيّ الفلكلوريّ، فضلًا عن الإشادة بأدائها في أغنية «بنجرا تودكي» من فيلم «سيمران». كما عملت شاوهان في هذا العام على تسجيل نشيد لبطولة الرابطة الدولية لملاكمة الهواة العالميَّة حيث كان النشيد عبارة عن مزيج من الكلمات الهنديَّة والإنجليزيَّة والآساميَّة التي أدَّتها على نمط موسيقى الراب.

## نمطها الفني

### صوتها
يتميز مدى شاوهان الصوتيّ بعلوه، فضلًا عن قدرتها بلوغ طبقات صوتيَّة دنيا، والانتقال إلى نوتات موسيقيَّة منخفضة. صنّفت صحيفة إنديان إكسبرس صوت شاوهان بالسوبرانو، وانتقدت غنائها العالي غير شديد الحدة بسبب ما يتطلبه من إصدار لصوت قصير خلال غنائها ومطابقتها للنوتات الموسيقيَّة المطلوبة. اعتبرت مغنية الأفلام لاتا مانغيشكار صوت شاوهان مختلفًا عن معاصريها، وأشارت إلى عدم ملائمته لغناء التهويدات. في حين وصفت راجاني كانيكار صوتها بـ«القوي الأجش»، وهو صوت نسبته شاوهان لوالدها. صرَّحت شاوهان أنَّ صوتها يناسب كلًا من بريانكا تشوبرا، وكاترينا كيف، وكاجول، وبارنيتي تشوبرا، وأورميلا ماتوندكار.
وصفت عدة وسائل إعلام صوت شاوهان بـ«النمطيّ» في أغاني الأفلام الجانبيَّة الهنديَّة. أمَّا صحيفة ديلي ستار فأشادت بغنائها في المقطوعات شبه التقليديَّة، والمقاطع الغنائيَّة الأوبراليَّة. أدَّت شاوهان عددًا من الأغاني التي رفعت فيها صوتها، ولكنها اشتهرت أكثر بغنائها بنبرة صوت خفيضة. كتب أجاي غيهلاوات عن هذا الأمر في إثنائه على أدائها في أغنية «يه ميرا ديل» التي كان صوتها أخفض وأعمق من نسخة آشا بهوسل. في حين كتب غانيش أنانثارامان في كتابه «نغمات بوليووديَّة: تاريخ أغاني الأفلام الهنديَّة» أنَّ شاوهان تملك صوتًا «تعبيريًّا حسنًا» على حد تعبيره، ومع ذلك فقد ارتبطت صورتها الفنيَّة بالأغاني المثيرة سريعة الإيقاع.
اعتبرت صحيفة تايمز أوف إنديا صوتها «الصوت الأكثر إفعامًا بالحياة في بوليوود». أمَّا موقع مينز إكس بي فامتدح ما يتمتعه صوتها من قدرة على استحضار النشوة بالإضافة إلى جسارته وتمكّنها من الاندماج بعمق وشغف خلال غنائها. أثنى الموسيقار الهندي التقليديّ راهول شارما على صوتها في إحدى المقابلات قائلًا: «لصوتها عنصر من الحس المرهف متعدد الجوانب إلى حد كبير، وأنا أحبُ نوعية صوتها ونوع المشاعر التي بإمكانها استحضارها من خلاله».

### الأنماط الموسيقية

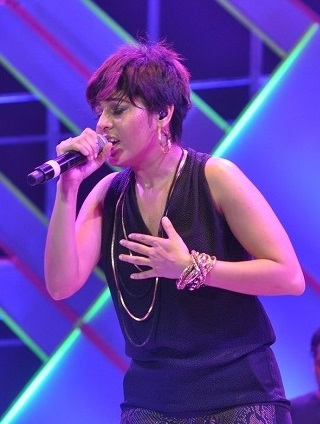
شاوهان خلال أداء حيّ في إحدى المهرجانات عام 2014.

تشتمل العناصر الموسيقيَّة التي غطتها شاوهان خلال مسيرتها المهنيَّة أنوعًا وضروبًا موسيقيَّة عديدة مثل البوب، والجاز، والهيب هوب، والريذم أند بلوز. وارتبط اسمها على نحو خاص بأغاني الأفلام الهنديَّة الجانبيَّة ذات الطابع الحماسيّ، ولكنها سجَّلت كذلك بعض المقطوعات الملحَّنة بطيئة الإيقاع. وكانت قد أعربت عن شعور جمهورها بارتياح أكبر من مزاولتها لأغاني الأفلام أكثر من فئات أخرى، وذلك على اعتبار أن نجاحها بدأ من هذا النوع بالتحديد. بيدَّ أنَّ شاوهان سجَّلت عددًا من الأغاني خارج مجال صناعة الأفلام مثل تسجيلها لأغنية «ميري زنداغي مين» الرومانسيَّة من تلحين أنو مالك، بالإضافة إلى عدة أغاني أخرى. وصفت عدة وسائل إعلام هنديَّة أغانيها السينمائيَّة بالنمطيَّة بسبب تشابهها الكبير، وانتقدوا ما اعتبروه تكرارًا لنفس النزعات التي تروج لها هذه الأغاني. في حين أعربت شاوهان عن رفضها حصر هذه أغانيها تحت تسمية «أغاني جانبيَّة»، ورأت أن كل أغنية تستحق قدرًا من الاهتمام الخاص بها بسبب طريقة عرضها المختلفة، والاهتمام الذي تحصل عليه.
أمَّا عندما سُؤلت عن نمطها الغنائي فقالت شاوهان: «ليس لدي نمط غنائيّ مُحدَّد فأنا فقط اتبع الموسيقى والكلمات حصرًا، إذ أنَّني أشعرُ بحرّية التعبير عن مشاعري من خلال الغناء.» كذلك عملت شاوهان على تسجيل عدّة أغاني متوارثة أو شبه تقليديَّة خلال سيرتها المهنيَّة مثل أغانيها في فيلم «رانغ راسيا»، وهذا رغم احتواء صوتها على تأثيرات غربيَّة واضحة. بيدَّ أنَّها لم تغني حتى الآن أية أغانٍ تقليديَّة أو قصائد غزل هنديَّة بحتة، ولكنَّها أبدت اهتمامها بالعمل على تسجيل ألبوم غزل شعريّ هنديّ. صرَّحت شاوهان تفضيلها شخصيًا للغناء بصوت رقيق، وهذا على رغم من اشتهارها بالأغاني البوليووديَّة الصاخبة عاليَّة النبرة. هذا وقد كشفت في إحدى المقابلات أنَّ نقطة ضعفها غنائيًا ظلت كامنةً في الأغاني والألحان الرقيقة. واعترفت كيف تفتتح حفلاتها بأداء أغانيها الشهيرة سريعة الإيقاع حتى تبقي الحضور سعيدين ومتحمسين، ومن ثم تنتقل لأداء الألحان الأبطئ.
تلاقي حفلات وعروض شاوهان الحيَّة استحسانًا جماهيريًا كبيرًا لما تضفيه على الأجواء من طاقة وحماسة حيث أشادت صحيفة ذا ناشونال الإماراتيَّة بأدائها الحيّ في الحفلات المختلف كليًا من الناحية الموسيقيَّة عن النسخ السينمائيَّة من أغانيها.

### التأثيرات

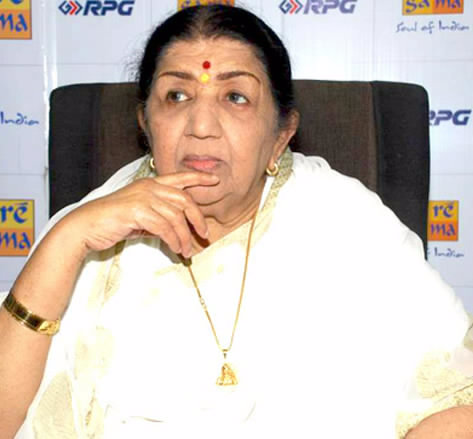
تُعدّ لاتا مانغيشكار من أكثر المؤثِّرين على شاوهان وموسيقاها.

كان لوالد شاوهان أثر كبير على انجذاب الأخيرة للموسيقى والغناء خلال طفولتها، كما تنسب إليه الفضل في حصولها على صوتها القوي. كما اعترفت بالأثر الكبير الذي أضفته الموسيقى الغربيَّة على أسلوب غناءها حيث عبَّرت عن شعورها بالسعادة عند عملها على أغاني مصبوغة بطابع غربيّ. ذكرت شاوهان اعتقادها أنَّ صوتها يحمل قبولًا عالميًا ولذلك تشعر أن مشاركتها في المشهد الموسيقيّ العالميّ يساعدها على صقل مهاراتها الغنائيَّة. وأنكرت محاولتها تعمّد تطبيع أغانيها بطابع غربيّ. تعتبر شاوهان أهم المؤثرات عليها كل من مغنية الأفلام لاتا مانغيشكار التي شبّهتها بـ«المعبد الموسيقيّ»، بالإضافة إلى آشا بهوسل وما يشابههم من مغنيات من أمثال كافيتا كريشنامورثي، وسادهانا سارغام، وكي إس تشيثرا، وألكا ياجنيك، وكيشوري أمونكار، وكيشور كومار، ومانا دي.
كان الملحّن والموسيقيّ سنو نيغام الذي لعب دورًا مفصليًا في انطلاقتها من أهم المؤثرين على سيرتها المهنيَّة، بالإضافة إلى أهلها الذي لعبوا أيضًا دورًا أساسيًا في ذلك. كثيرًا ما تمَّت المقارنة ما بينها وبين المغنية شريا غوشال، وردَّت شاوهان على الأمر قائلةً: «أنا راضية بموقعي الخاص في العالم الموسيقيّ الحاليّ. وبالمثل فإنَّ شريا غوشال لها موقعها الخاص. أنا شخصيًا احترم شريا على مواهبها وأغانيها الجميلة التي يعتبرها الناس تهديدًا لي.»
كما تأثَّرت شاوهان بالعديد من الموسيقيين الأجانب مثل بيونسيه، ومايكل جاكسون، وماريا كاري، وسلين ديون، وويتني هيوستن. قالت شاوهان أنَّها بدأت الاستماع لأغاني إنجليزيَّة بدءًا من سن الحادية عشر من العمر حيث كانت تستمع لعدد من أغاني كاري. كما عبَّرت شاوهان عن إعجابها بعمل المغنية الكولومبيَّة شاكيرا وهو ما جعلها تتردَّد في المشاركة بالنسخة الهنديَّة من برنامج «ذا فويس» كون شكيرا كانت حكمًا في النسخة الأمريكيَّة منه.

## الصورة العامة

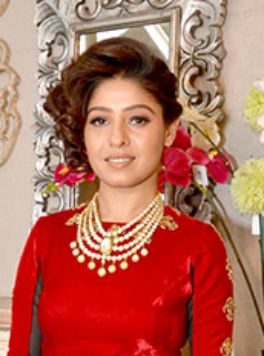
سندهي شاوهان في إحدى الفعاليات الاجتماعيَّة عام 2015.

اشتهرت شاوهان عبر سيرتها المهنيَّة بتجريبها لأنماط ومظاهر مختلفة، وهو ما جعل موسيقاها وملابسها محط أنظار وسائل الإعلام الهنديَّة على حدٍ سواء. انتقد موقع ريدف مظهرها وملابسها خلال مشاركتها كحكم في الموسم الخامس من «إنديان أيدول» (2010)، معتبرًا أنَّها ما زالت «صغيرة وجميلة ورشيقة». في حين امتدحت صحيفة ميد داي مظهرها الاعتياديّ في البرنامج بالمقارنة من زملائها من الحكَّام الآخرين، ولكن كان مأخذهم هو تغييرها لتسريحة شعرها كثيرًا. لم يألف الجماهير وجه شاوهان قبل ظهورها كحكم في «إنديان أيدول»، ولكن ظنَّها الكثير من الهنود امرأة ترتدي الساري ما بين الثلاثينات والأربعينات من العمر. ونقلت وسائل الإعلام عن عدم تعرف الناس عليها خلال حفلة في مدينة كلكتا حتى قدَّمها المضيف لهم وذكر اسمها.
زاد وزن شاوهان بعد زواجها في عام 2012 بنحو عشرين كيلوغرام، وهو ما جعلها تلهث كثيرًا خلال غنائها. ولذلك فاعتزمت العمل على تخفيف وزنها بسبب العدد الكبير من العروض والحفلات التي كان عليها القيام به، بالإضافة إلى رغبتها في تجريب أزياء خاصَّة تتطلب من المرء أن يكون رشيقًا. وهكذا باشرت باتبَّاع حمية غذائيَّة وممارسة التمارين الرياضيَّة حتى استطاعت خسارة نحو 12 كغ من وزنها. في عام 2014، عملت على تغيير مظهرها وملابسها حتى تبقى على متابعة مع الموضات الحاليَّة. ظهرت شاوهان بعد خسارة وزنها في برنامج «ذا فويس»، ووضَّحت لوسائل الإعلام أن مقصدها من خسارة الوزن لم يكن لأجل الظهور على البرنامج بل لأنَّها فقط «أرادت الذهاب إلى النادي وتناول وجبات صحيَّة» على حد قولها.
وردَ اسم شاوهان على قائمة مشاهير الهند المئة التي تنشرها مجلة فوربس في عام 2012 حيث تدرج هذه القائمة أسماء المشاهير الهنود حسب دخلهم ودرجة شعبيتهم حيث احتلَّت المرتبة الثانية والسبعون في تصنيف ذلك العام. وارتفع تصنيفها ليصل إلى المرتبة الثامنة والخمسون في عام 2013، والمرتبة السادسة والخمسون عام 2014، والمرتبة السادسة عشر في عام 2015. كما ظهرت على «قائمة أكثر النساء الآسيويات إثارة في العالم» التي نشرتها إف إتش إم إنديا في عام 2013 حيث احتلَّت المرتبة الثامنة والعشرين على القائمة. كما اعتبرها موقع مينز إكس بي «أكثر مغنية رئيسيَّة إثارةً في بوليوود». واختيرت على قائمة أفضل المشاهير الهنود التي تنشرها النسخة الهنديَّة من مجلة فوربس. كذلك فازت بلقب مغنية الأفلام الأكثر تفضيلًا في بوليوود في استطلاع أجرته فوكليب عام 2012. بدأت شاوهان باستعمال وسائل التواصل الاجتماعيّ للتفاعل مع معجبيها عبر الإنترنت. إذ أنشأت حسابًا على تويتر في عام 2010، ولديها صفحة معجبين تديرها بنفسها على الفيسبوك. هذا وقد ورد اسمها في المرتبة الثانية والعشرين على «قائمة أكثر الهنود تأثيرًا على وسائل التواصل الاجتماعيّ» التي تعتمد في إحصاءاتها على أعداد المتابعين على تويتر والفيسبوك.

### الجوائز
حازت شاوهان خلال سيرتها المهنيَّة على عدد من الجوائز كان من ضمنها ثلاثة جوائز فيلم فير: اثنتين منها ضمن فئة أفضل مغنية أفلام، وواحدة ضمن فئة أفضل موهبة موسيقيَّة جديدة.

## شهرتها وتأثيرها
حظيت أعمال شاوهان بإثناء ومديح العديد من زملائها من الفنانين. أطلقت عليها المغنية لاتا مانغيشكار لقب «مغنية جيلها الأولى»، وأشادت بقدرتها على غناء كافة أنواع الأغاني. أمَّا كل من آشا بهوسل، وألكا ياجنيك، وكافيتا كريشنامورثي، وأوشا أوثوب فاعتبروها مع شريا غوشال كأفضل مغنيتين في جيلهما. وامتدح كل من أمجد علي خان، ومانا دي، بومباي جياشري، وكافيتا سيث، وراحت فتح علي خان قدرتها الموسيقيَّة. أثنت غوشال التي تُعتبر الخصم الأبرز لشاوهان، على احترافيتها في الأداء قائلةً: «عندما نكون في الاستديو فنحن نتحدث ونتبادل أطراف الحديث. أنا احترمها كفنَّانة وهي تبادلني الشعور.» وبالمثل فقد أثنت أليشا تشيناي عليها وعلى احترافيتها الغنائيَّة.
اعتبرتها شالمالي خولغاده مغنيتها المفضَّلة ومصدر إلهام بالنسبة لها. وأثنى بابون على قدرتها غناء أنواع مختلفة، واستطاعتها «بث الحياة في أي نوع من أنواع الأغاني» على حد تعبيره. كما أشادت مغنية الراب البريطانيّة من أصول هنديَّة هارد كاور بصوتها. وكذلك أشاد المُلحِّن شانتانو مويترا (الذي سبق أن عمل معها) بغنائها المتناسب مع مختلف الحقب والأزمنة. واعتبرها ميكا سينغ قدوة يجب على الجيل الجديد الاحتذاء بها. وبالمثل فقد امتدحتها المغنية شيباني كاشياب لاستطاعتها الغناء بمختلف الأنواع «بنفس السهولة» على حد وصفها. كما عدَّها كل من براكريتي كاكار، وأديتي سينغ شارما، وشيلبا راو، مصدر إلهام بالنسبة لهم. ونسبت نيها بهاسين الفضل إليها في إحداث تغيير في صناعة الموسيقى المحليَّة. كذلك أشاد بها كل من أنكيت تيواري، ونيها كاكار، وريتشا شارما، وأميت ميشرا، وجونيتا غاندي، وفايشالي مهاده، وباوني باندي، وراغهاف ساتشار.
كما أثنى عليها الكثير من الممثّلين الهنود مثل بيباشا باسو، وأمريتا راو. واعتبرتها بريانكا تشوبرا من المغنيات التي تتخذهم كقدوة لها. واعترف رام غوبال فيرما باعتبارها برأيه «أحد أعظم المغنيين في العالم.»

## الأعمال والنشاطات الخيرية
ساهمت شاوهان في العديد من الجمعيات والنشاطات الخيريَّة على مر سيرتها المهنية. إذ أولت القضايا الاجتماعيَّة اهتمامًا خاصَّا مثل إسهاماتها وعملها مع الأطفال المحرومين حيث قامت بزيارتهم وشراء الملابس لهم بالإضافة إلى اللعب والغناء لهم.

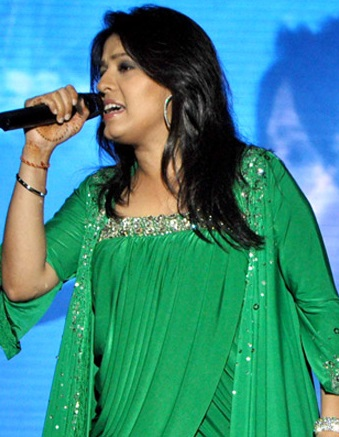
شاوهان خلال حفلة لها في ماراثون فادودارا النصفيّ العالميّ عام 2012.

في عام 2005، قامت شاوهان بالاشتراك من ستة عشر فنان آخر بتسجيل أغنية حملت اسم «زنداغي بوكارتي هاي» من أجل جمع التبرعات لضحايا زلزال وتسونامي المحيط الهندي عام 2004 الذي أدَّى إلى إزهاق حياة ما يناهز المئتي ألف شخص. كما غنَّت في حفل توزيع جوائز الشاشة الهنديَّة بتاريخ 18 يناير عام 2005. وذهبت مبيعات هذه الأغنية على الشرائط السمعيَّة والأقراص المضغوطة إلى ضحايا الكارثة. كما شاركت شاوهان في حملات جمع التبرعات لعدد من المنظَّمات الخيريَّة المنخرطة بعملية مساعدة المتضررين في الكارثة. وفي عام 2006، أدَّت حفلًا غنائيًا في ساحة ترفلغار احتفالًا باليوم العالميّ للأرامل، وأعلنت عن إنشائها لجميعة خيريَّة تُعنى بتثقيف وتوعية الأرامل المحرومات من الطبقات الدنيا في الهند. كذلك قامت بحفلة موسيقيَّة بالاشتراك مع عدد من المغنيين مثل سورش وادكار، وكيه كيه، التي جمعت مبلغ 15 مليون روبية (210 ألف دولار) من خلال التبرعات لافتتاح مأوى للعجائز لكل الطبقات والجماعات المختلفة. واستضافت شاوهان حملة عالميَّة حملت اسم «عالم الأفاضل» في مومباي، والتي كانت قد أطلقتها أليشا كيز. وساعدت أيضًا في جمع الأموال في حملة «أنقذوا نمورنا» التي أطلقها الممثِّل أميتاب باتشتشان.
في أكتوبر عام 2014، ظهرت شاوهان في فيديو موسيقيّ مُصوَّر لرفع الوعي والتبرعات من أجل مساعدة مرضى العيون. كما شاركت في الشهر التالي بالغناء في المبادرة الاجتماعيَّة التي أطلقها يوفراج سينغ تحت عنوان «أنت وأنا نستطيع فعلها» الهادفة في نشر الوعي إزاء مرض السرطان. كما ساهمت شاوهان بأداء نسخة مُقلَّدة من أغنية «إيماجين» لجون لينون. كان هذا الفيديو جزء من حملة عالميَّة أطلقتها اليونيسف للاحتفال بالذكرى السنويَّة الخامسة والعشرين لإعلان اتفاقية حقوق الطفل. في سبتمبر عام 2015، مثَّلت شاوهان الهند في فعالية مهرجان المواطن العالمي احتفالًا بذكرى بإعلان أهداف الأمم المتحدة للتنمية المستدامة، وهي عبارة عن قائمة مؤلَّفة من 17 هدف تسعى إلى القضاء على الفقر العالميّ المدقع بحلول عام 2030. وشاركت بعدها بحفلة موسيقيَّة مكرَّسة لجمع التبرعات بغية دعم الأبحاث العلمية الهادفة لعلاج مرضى سرطان الثدي والمبيض والتوعية بشأنهما. في أكتوبر عام 2017، شاركت شاوهان في حملة ترمي للتوعية حول سرطان الثدي.

## الحياة الشخصية
في عام 2002، تزوجت شاوهان حين كانت في الثامنة عشر من العمر من المخرج ومُنسِّق الرقصات بوبي خان بعد عملها معه على الفيديو الموسيقي المصوَّر «بيهلا ناشا». تناقلت وسائل الإعلام حينها حصول حفل الزواج بين الاثنان سرًا مع حضور حفنة من أصدقائهما المقرَّبين. بيدَّ أنَّ زواجها هذا أدَّى إلى نشوب خلاف بين سندهي وأهلها الذين اعتبروه «غير مناسب لها»، ووصل بهم الأمر أن تبرأوا منها. وفي النهاية انفصلت عن خان بعد نحو عام من زواجهما لتتصالح مع والديّها. عاشت شاوهان خلال فترة طلاقها مع الممثِّل أنو كابور وزوجته أرونيتا، لتقدِّم بعدها طلب الطلاق من خان رسميًا في نفس العام لما اعتبرته «اختلافًا في الأشياء التي نريدها من الحياة».
دخلت شاوهان بعدها في علاقة غراميَّة مع الملحِّن هيتش سونيك الذي كان صديقها منذ وقت طويل. وتزوج الاثنان بعدما تواعدا لمدة عامين تقريبًا في حفل زفاف صغير في غوا بتاريخ 24 أبريل عام 2012. وعاد الزوجين بعدها إلى مومباي في استقبالٍ حافل حضره عدد من مشاهير بوليوود. في يناير عام 2018، أنجبت صبيًا سمَّته تيغ.

## الفيلموغرافيا

### الأفلام
| السنة | العنوان                    | الدور | ملاحظات                                                               | مرجع    |
| ----- | -------------------------- | ----- | --------------------------------------------------------------------- | ------- |
| 2001  | "إحساس: الشعور"            | نفسها | دور كاميو                                                             | [ 27 ]  |
| 2003  | "بهوت"                     | نفسها | ظهور خاص في الفيديو الترويجيّ المصوَّر لأغنية "بهوت هون مين"             | [ 32 ]  |
| 2004  | "أوف كيا جادو موهابات هاي" | نفسها | ظهور خاص في الفيديو الترويجيّ المصوَّر لأغنية "أوف كيا جادو موهابات هاي" | [ 297 ] |
| 2006  | "باس إكبال"                | نفسها | ظهور خاص في الفيديو الترويجيّ المصوَّر لأغنية "دهيمي دهيمي"              | [ 64 ]  |
| 2012  | "أبناء رام"                | سيتا  | أداء صوتي                                                             | [ 131 ] |
| 2014  | "هوا هاوي"                 | نفسها | ظهور خاص في الفيديو الترويجيّ المصوَّر لأغنية "غهوم غاي"                 | [ 149 ] |
| 2014  | "خوبسورات"                 | نفسها | ظهور خاص في الفيديو الترويجيّ المصوَّر لأغنية "بال خاده"                 | [ 155 ] |
| 2016  | "اللعب ببريا"              | بريا  | فيلم قصير                                                             | [ 176 ] |
| 2017  | "رانغون"                   | نفسها | ظهور خاص في الفيديو الترويجيّ المصوَّر لأغنية "الجحيم اللعينة"           | [ 179 ] |

### البرامج التلفزيونية
| السنة | العنوان                      | الدور | مرجع    |
| ----- | ---------------------------- | ----- | ------- |
| 2010  | إنديان آيدول 5               | حكم   | [ 113 ] |
| 2012  | إنديان آيدول 6               | حكم   | [ 121 ] |
| 2015  | ذا فويس                      | مدربة | [ 217 ] |
| 2018  | ذا ريمكس                     | حكم   | [ 298 ] |
| 2018  | ديل هاي هندوستاني (الموسم 2) | حكم   | [ 299 ] |

## وصلات خارجية
- سندهي شاوهان على موقع IMDb (الإنجليزية)
- سندهي شاوهان على موقع ميوزك برينز (الإنجليزية)
- سندهي شاوهان على موقع ديسكوغز (الإنجليزية)
- سندهي شاوهان على موقع قاعدة بيانات الفيلم (الإنجليزية)
- سندهي شاوهان على موقع كينوبويسك (الروسية)